# RSS Endeavour (210)
RSS Endeavour (210) là một tàu đổ bộ thuộc lớp Amphibious nằm trong biên chế Hải quân Singapore. Tàu được hạ thủy vào 12 tháng 2 năm 2000 và đến ngày 7 tháng 4 năm 2001 thì được nhập biên chế.

## Kế hoạch và phát triển
Mục đích của Hải quân để mua lớp Endurance đã được tiết lộ bởi cựu Bộ trưởng Quốc phòng Tony Tan  trong chuyến thăm Căn cứ hải quân Tuas vào ngày 3 tháng 8 năm 1996. Những chiếc tàu này đã thay thế 5 tàu đổ bộ cũ lớp County của Hải quân Hoa Kỳ, được Singapore mua lại từ Mỹ vào những năm 1970. ST Marine đã được trao hợp đồng của chính phủ để thiết kế và đóng bốn tàu; một mốc quan trọng cho ngành công nghiệp quốc phòng và đóng tàu vì quy mô và tính mở rộng của chương trình.
Đóng tàu lớp Endurance bắt đầu vào đầu năm 1997, với việc đặt lườm chiếc đầu tiên tại nhà máy đóng tàu ST Marine vào ngày 27 tháng 7 năm 1997.
| Tên             | Số hiệu | Hạ thủy             | Nhập biên chế       |
| --------------- | ------- | ------------------- | ------------------- |
| RSS Endurance   | 207     | 14 tháng 3 năm 1998 | 18 tháng 3 năm 2000 |
| RSS Resolution  | 208     | 1 tháng 8 năm 1998  | 18 tháng 3 năm 2000 |
| RSS Persistence | 209     | 13 tháng 3 năm 1999 | 7 tháng 4 năm 2001  |
| RSS Endeavour   | 210     | 12 tháng 2 năm 2000 | 7 tháng 4 năm 2001  |
| HTMS Angthong   | LPD-791 | 21 tháng 3 năm 2011 | 19 tháng 4 năm 2012 |

## Thiết kế và đóng tàu
Lớp Endurance lớn hơn 40% so với lớp County trước đây mà tàu này thay thế nhưng vẫn có tốc độ nhanh gấp đôi. Mỗi con tàu được trang bị một bãi trực thăng có thể chứa bốn máy bay cùng hạ cánh, cũng như một sàn đáp có thể chứa hai chiếc trực thăng nâng hạng trung.
Trong khi RSN mô tả lớp Endurance là LST (tàu đổ bộ), họ không có khả năng đổ bộ bãi biển theo truyền thống liên quan đến LST và các bến tàu và bến tàu của họ đủ điều kiện cho lớp Endurance như những bến vận tải đổ bộ. Thuật ngữ "tàu đa năng hỗ trợ" gần mục đích sử dụng của nó, với các mục tiêu hạn chế cần thiết của RSN như là một lực lượng hải quân nhỏ hoạt động chủ yếu ở các vùng biển.